# Perrozompopo
 (janvier 2010).
 (avril 2019).
Si vous disposez d'ouvrages ou d'articles de référence ou si vous connaissez des sites web de qualité traitant du thème abordé ici, merci de compléter l'article en donnant les références utiles à sa vérifiabilité et en les liant à la section « Notes et références ».
Perrozompopo (nom d'un lézard d'Amérique centrale) est le nom de scène d'un chanteur du Nicaragua, Ramón Mejía, et celui de son groupe. Fondé en 2000, il est basé à Managua, la capitale du pays. Ses compositions vont du rock au ska, mêlant le blues, accompagnant des textes en espagnol.
Nettement marquées à gauche, les chansons du groupe sont fortement marquées par l'histoire récente du Nicaragua ; elles évoquent les années de la dictature des Somoza, la violence et la corruption, la dérive autoritaire du président actuel, Daniel Ortega, l'Église...

## Historique
Issu d'une famille de musiciens, petit frère de Luis Enrique, connu à niveau international comme "El principe de la salsa" et ses oncles Carlos y Luis Enrique Mejía Godoy voix emblématiques du folklore de Nicaragua, Ramón Mejía forme ce qui sera le groupe Perrozompopo en 2000, après avoir accompagné son cousin sur scène, en Espagne. Depuis peu, le chanteur vit en Italie, fuyant la politique d'Ortega.

## Discographie
Le premier album du groupe, sorti en 2005 sous le nom de Romper el silencio, aborde des thèmes de société tels que la corruption, la pauvreté, la violence sociale du Nicaragua. Un deuxième album a suivi, en 2008, sous le titre El nombre, tandis qu'un troisième album est attendu pour 2010.
- Romper el silencio (2005)
- El nombre (2008)
- Quiero que sepas (2010)
- CPC (Canciones Populares Contestatarias)

## Source
- (es) Cet article est partiellement ou en totalité issu de l’article de Wikipédia en espagnol intitulé « Perrozompopo » (voir la liste des auteurs).